# Carea aetha
Carea aetha är en fjärilsart som beskrevs av Louis Beethoven Prout 1928. Carea aetha ingår i släktet Carea och familjen trågspinnare. Inga underarter finns listade i Catalogue of Life.